# Escritura ibérica suroriental

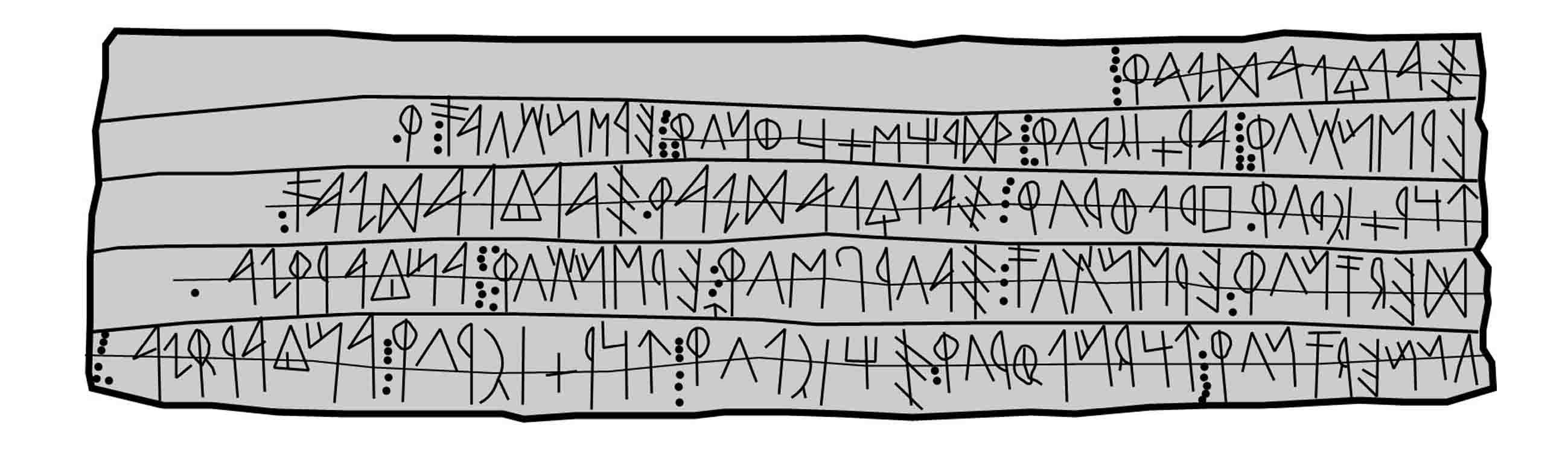
Cara A del plomo I de La Bastida (Mogente).

La escritura ibérica suroriental (también conocida como meridional) es una escritura paleohispánica muy similar, tanto por la forma de los signos como por el valor que los signos representan, a la escritura tartésica que podría ser su antecedente. Las inscripciones que usan la escritura ibérica suroriental expresan lengua ibérica como también lo hacen las inscripciones que usan la escritura ibérica nororiental, pero el valor de la mayoría de signos de estas escrituras no coincide en absoluto, aunque el repertorio de signos es similar. Sobre el origen de las escrituras paleohispánicas no hay consenso: para algunos investigadores su origen esta directa y únicamente vinculado al alfabeto fenicio, mientras que para otros en su creación también habría influido el alfabeto griego.
Como el resto de escrituras paleohispánicas, esta escritura presenta signos con valor silábico, para las oclusivas, y signos con valor alfabético, para el resto de consonantes y vocales. Desde el punto de vista de la clasificación de los sistemas de escritura no es ni un alfabeto ni un silabario, sino una escritura mixta que se identifica normalmente como semisilabario. A diferencia de las inscripciones en escritura tartésica, las inscripciones en escritura suroriental no presentan el fenómeno de la redundancia vocálica de los signos silábicos. Su desciframiento aún no se puede dar por cerrado, puesto que aun hay signos sobre los que no hay consenso entre los diferentes investigadores que han hecho propuestas concretas. La opinión general considera que la escritura ibérica suroriental, a diferencia de la escritura ibérica nororiental,  no diferencia las oclusivas sordas de las sonoras, no obstante un estudio reciente (Ferrer i Jané 2010) defiende la existencia de un sistema dual también en la escritura ibérica suroriental que afectaría no sólo a las oclusivas sino también a otros sonidos nasales, vibrantes y nasales.
La escritura ibérica suroriental se escribe muy mayoritariamente de derecha a izquierda y su ámbito de uso es el cuadrante suroriental de la península ibérica: Andalucía Oriental, Murcia, Albacete, Alicante y Valencia. Las inscripciones surorientales aparecen sobre soportes muy variados (monedas de plata y bronce, vajilla de plata y cerámica, plaquitas de plomo, piedras, etc.), pero no superan el medio centenar, entre las más destacadas se encuentran el plomo de Gádor (Almería), el plomo de La Bastida de les Alcusas (Mogente, Valencia) y, especialmente, las inscripciones votivas del tesoro de Abengibre. Los contextos arqueológicos más antiguos de las inscripciones que usan esta escritura son del s. IV a. C., mientras que los más modernos son de s. II a. C.